# Jan Tworzyański
Jan Tworzyański herbu Abdank – kasztelan przemęcki w latach 1737–1754.
10 lipca 1737 roku podpisał we Wschowie konkordat ze Stolicą Apostolską. 